# Ambev
Ambev, formelt Companhia de Bebidas das Américas er en brasiliansk bryggerikoncern og i dag et datterselskab til AB InBev. Selskabet blev etableret i 1999 ved en fusion mellem bryggerierne Brahma og Antarctica.
Ambev driver forretning i 18 lande i Amerika. Produkterne omfatter øl som Antarctica, Bogotá Beer Company, Brahma, Bohemia, Stella Artois og sodavand som Guaraná Antarctica, Soda Antarctica og Sukita. De har franchise brygning for PepsiCo.
I 2004 fusionerede Ambev med belgiske Interbrew og blev til InBev, hvorefter Ambev blev et datterselskab.